# 筑紫氏
筑紫氏（つくしし）は、日本の氏族。筑前国や筑後国、肥前国に勢力を張った。系図には諸説あり足利直冬の後裔を称する系図も残されているが、少弐氏の庶流が有力視されている。

## 筑紫氏の出現
筑紫氏が史料上で最初に登場したのは、応永7年（1400年）に少弐貞頼が筑紫次郎に宛てた充行状と、嘉吉元年（1441年）に少弐教頼が筑紫下野入道に宛てた安堵状である。
応永30年（1423年）、筑紫教門は主君・少弐満貞の命により九州探題・渋川義俊を攻め、これを周防国山口の大内持世の下へ敗走させ、永享3年（1431年）には、筑前萩原において大内盛見と戦い敗死させた。その後、主家・少弐氏は大内氏の圧迫で衰退するが、応仁元年（1467年）からの応仁の乱で大内氏が西軍として参加すると、筑紫氏は少弐教頼の下で大内氏に対抗するように東軍に味方し、その失地回復を虎視眈々（）と狙った。文明元年（1469年）、筑紫能登守が御笠郡に兵を進め、東軍の政治工作もあり、その甲斐あって少弐教頼の子・政資が筑前回復に成功した。

## 少弐氏からの離反
戦国時代に入り、綾部城の九州探題・渋川万寿丸が家臣により殺害されると、少弐政資の命で馬場経周らと共に万寿丸の弟・刀禰王丸を攻撃して筑後に追放した。しかし、明応年間に入ると、東尚頼と共に大内氏に降伏し、少弐政資・高経父子の敗死後、筑紫満門は三根・神埼両郡の郡代に任じられたという。筑紫氏はこれを契機に、勢力を拡大するようになる。大永4年（1524年）、少弐資元の意を受けた女婿・馬場頼周によって満門は騙し討ちにされたという伝承があるが、真偽は不明である。満門がこの前後に死去したことのみは事実のようである。

## 大内氏の滅亡、毛利氏の九州進出
筑紫満門の死後、筑紫秀門が後を継いだ。満門の死で、筑紫氏は少弐氏と完全に袂（）を分かち、大内氏の傘下として勢力を拡大していった。享禄3年（1530年）、大内義隆は少弐資元・冬尚父子の討伐を筑前守護代の杉興運に命じ、筑紫尚門は横岳資貞・千葉胤勝らと共に大内軍に味方した。たちまち、東肥前の3郡は大内軍に制圧された。緒戦こそは大内軍が優勢だったが、田手畷（）で少弐軍と激突した時、鍋島清久による赤熊の奇計により混乱し、乱戦中に尚門は戦死した（田手畷の戦い）。少弐氏は一時的に再興するが、やがて大内氏が勢力を盛り返し、天文4年（1535年）には大内義隆により少弐氏は一時滅亡し、以後は肥前において命脈を繋ぐのみとなった。
天文20年（1551年）に大内義隆が家臣の陶晴賢によって横死して大内義長が家督を継ぐと、大友氏の傘下として活動するようになった。しかし、6年後の弘治3年（1557年）、毛利氏によって大内氏が滅亡すると、筑紫惟門は秋月文種と共に大友氏から離れて毛利氏について、大友軍と戦うが敗北、一時隠棲（）した。永禄2年（1559年）、筑紫惟門は2,000の兵をもって博多を襲撃し、筑前侍島において大友軍を撃破したが、大友氏と筑紫氏の勢力は雲泥の差があり、やがて田尻親種を通じて秋月種実と共に大友氏に降伏を申し入れた。

## 近世大名へ
永禄8年（1565年）、筑前立花山城主の立花鑑載が大友氏に反旗を翻し、翌永禄9年（1566年）には宝満城城将の高橋鑑種がこれに加わった。筑紫惟門と秋月種実らは鑑種に味方して再び大友氏に反抗し、それぞれの城に立て籠った。惟門は五ヶ山城によって大友氏の攻撃を防いだが、斎藤鎮実らの猛攻に耐え切れずに永禄10年（1567年）7月、筑紫氏は大友軍の和議を申し入れて降伏した。この時、惟門は自害したといい、これ以降、家督は惟門の子・広門が継いだ。
天正6年（1578年）、大友氏は日向国から敗走した伊東義祐を奉じて耳川で島津氏と雌雄を決したが大敗する。広門は秋月種実と共に3度大友氏を裏切り、大友氏配下の高橋紹運が守る岩屋城を攻撃したが落城までには至らなかった。
天正13年（1585年）、高橋紹運の筑後遠征の隙を付いて広門は宝満城を攻撃、攻略に成功した。ところが翌天正14年（1586年）、広門は紹運の次男・高橋統増に娘を嫁がせ、秋月氏と袂を分かって大友氏に転じた。秋月氏に味方した島津氏が岩屋城を攻めてきた時、高橋紹運との挟撃を島津氏に見破られ、広門の嫡子・晴門が戦死、広門は5日粘るも降伏し、筑後三潴の大善寺に幽閉された。高橋紹運は岩屋城で島津軍数千を巻き添えにして玉砕して果てたが、大友氏の援軍として豊臣秀吉が九州平定のために上陸すると、広門は大善寺を脱出し、五ヶ山城を回復した。高良山で秀吉に拝謁し、島津攻めの軍に加えられ、肥後国・薩摩国へと転戦した。戦後、功の甲斐が実って、筑後上妻郡に1万8,000石の領地を与えられた。文禄元年（1592年）、文禄・慶長の役では小早川隆景に属して出陣した。

## 改易
慶長5年（1600年）、関ヶ原の戦いが起こると、立花宗茂と共に西軍に味方し、大津城攻め（大津城の戦い）に加わるが主力同士の戦いは徳川家康率いる東軍の勝利に終わり、戦後の仕置で筑紫広門は改易の憂き目にあった。その後、黒田長政や加藤清正、ついで細川氏の庇護を受けた。

## 江戸幕府旗本
広門の嗣子・主水正（茂成、広門、または従門、春門とも）は、当時小倉藩主であった細川忠興の口添えで関ヶ原での件を謝罪し、大坂の陣で徳川方に参加した。そこで功をあげて、寛永4年（1627年）、知行3,000石を得て子孫は旗本家として幕末まで存続した。

## 主な筑紫氏
- 筑紫頼門： 右馬頭　奈良筑紫氏系図では足利直冬の曾孫。
- 筑紫氏三： 大隅守
- 筑紫教門： 下野守　1420年 - 1430年ごろに活躍。
- 筑紫尚門： 能登守か？　1460年 - 1475年ごろに活躍。
- 筑紫満門： 1500年 - 1524年ごろに活躍。
- 筑紫秀門： 下野守
- 筑紫尚門： 1520年 - 1530年ごろに活躍。
- 筑紫正門： 惟門の親？
- 筑紫惟門： 下野守　1550年 - 1565年ごろに活躍。
- 筑紫広門： 上野介　1565年 - 1600年ごろに活躍。娘・養福院は立花種次を産み、また娘・永雲院は立花忠茂らを産んだ。
- 筑紫晴門： 広門の子とも弟とも。
- 筑紫春門： 広門の子とも弟とも。
- 筑紫広門 (主水正)：上野介広門養子。江戸幕府旗本。
- 筑紫信門： 主水正広門の養子。上野介広門の子。

※筑紫氏に関しては子や弟などの諸説が大いに混迷しているため、教門・満門・尚門・惟門・広門の5名しか判断できないのが実情のようである。